# 文件系统列表
以下列表标识、表示和链接有关计算机文件系统的信息。
许多古老的操作系统只支持其“原生”的文件系统，因此没有除操作系统本名外的其他名称。

## 磁盘文件系统
磁盘文件系统通常面向块。文件在面向块的文件系统中往往是连续的块，一般主要是完全随机的读取、写入和修改操作。
- ADFS（英语：Advanced Disc Filing System） – Acorn的高级光盘文件系统，DFS的继任者。
- AdvFS - 高级文件系统，迪吉多为其数字UNIX（现为Tru64 UNIX（英语：Tru64 UNIX））操作系统设计。
- AFS（不要与下方的Andrew File System混淆）——Acer Fast Filesystem，使用在SCO OpenServer
- AFS - Ami File Safe，一个商用文件系统，1990年代随Amiga发货（AFS与PFS结构兼容）
- AosFS - Oberon和A2操作系统使用的文件系统。
- 苹果文件系统（APFS） - Apple File System，苹果产品使用的一个下一代文件系统。
- AthFS（英语：AtheOS File System） - AtheOS（英语：AtheOS）文件系统，一个64位日志 文件系统，现在被Syllable Desktop使用。也称AFS
- BFS（英语：Boot File System） - Boot File System，使用在System V 4.0和UnixWare。
- BFS（英语：Be File System） – Be File System，使用在BeOS，偶尔被误称为BeFS。开源实现被称为OpenBFS，被Haiku操作系统使用。
- Btrfs - 一个寫入時複製文件系统，甲骨文公司（Oracle）于2007年面向Linux宣布并采用GNU通用公共许可证（GPL）发布。
- CBMFS（英语：CBMFS） – 使用在大多数Commodore 64兼容软盘驱动器上的文件系统，包括过去的1541（英语：Commodore 1541）。
- CFS - Cluster File System出自Veritas，一个赛门铁克公司。它是VxFS的并行访问版本。
- CMDFS（英语：CMDFS） - 一个Creative Micro Designs（英语：Creative Micro Designs）添加到CBMFS的文件系统扩展，用于3.5英寸软盘驱动器，RAM磁盘和硬盘驱动器控制器。
- CP/M文件系统 — Native文件系统，用于CP/M（微型计算机控制程序）操作系统，1974年首次发布。
- DDFS（英语：DDFS） – Data Domain File System，重复数据删除文件系统搭载于在Data Domain重复数据删除存储系统中，它是一个替代存储备份磁带和存档的系统。[1]
- DTFS（英语：Desktop File System） – Desktop File System，具有文件压缩功能，被SCO OpenServer使用
- DOS 3.x（英语：Apple DOS） - 为Apple II开发的软盘操作系统和文件系统
- EAFS（英语：Extended Acer Fast Filesystem） – Extended Acer Fast Filesystem，使用在SCO OpenServer
- Extent File System（英语：Extent File System） (EFS) - 一个在IRIX上的旧块文件系统。
- ext – Extended file system，为Linux系统设计
- Ext2 – 第二代扩展文件系统，为Linux系统设计。
- Ext3 – 继承自ext2的日志文件系统。
- Ext4 – 遵循Ext3且支持extents的一个日志文件系统。
- ext3cow（英语：ext3cow） – 一个出自ext3的版本控制文件系统（英语：versioning file system）。
- FAT – File Allocation Table，使用在DOS和Microsoft Windows；FAT12、FAT16和FAT32使用12、16和32位表深度。
  - VFAT – Microsoft Windows上的可选层，FAT系统允许高达255字符的长文件名而非原FAT文件系统的8.3文件名。
  - FATX – Microsoft Windows FAT文件系统的修改版本，它使用在原版Xbox游戏机上。
- FFS (Amiga)（英语：Amiga Fast File System） – Fast File System，使用在Amiga系统。此文件系统随时间推移而演变。现在有FFS1、FFS Intl、FFS DCache、FFS2。
- FFS – Fast File System，使用在*BSD系统
- Fossil – 貝爾實驗室九號計畫快照存档文件系统。
- CMS文件系统（英语：CMS file system） – VM/370（英语：VM/370）的会话监控系统（英语：Conversational Monitor System）组件原生文件系统
- Files-11（英语：Files-11） – OpenVMS文件系统；也使用在某些PDP-11系统；支持面向记录的文件
- Flex machine（英语：Flex machine）文件系统
- HFS – Hierarchical File System，用于z/OS；不应与苹果公司的HFS混淆。HFS仍然支持，但IBM的方向是zFS（英语：zFS (z/OS file system)）。
- HFS – Hierarchical File System，仍在使用，但已被Mac OS 8.1引入的HFS+取代。也称Mac OS标准格式。是Macintosh File System（MFS）的继任者，HFS+的前身；不应与IBM为z/OS提供的HFS混淆
- HFS+ – 苹果HFS（Hierarchical File System）的更新版本，在Mac OS 8.1及更高版本上支持，包括Mac OS X。支持文件系统日志、系统崩溃后数据恢复。也称Mac OS扩展格式或HFS Plus
- HPFS（High Performance File System） – 在OS/2使用
- HTFS（英语：High Throughput File System）（High Throughput Filesystem） – 在SCO OpenServer使用
- IceFS（英语：IceFileSystem） - 面向MorphOS（英语：MorphOS）的64位文件系统
- ISO 9660 – 使用在CD-ROM和DVD-ROM光盘（Rock Ridge和Joliet是对此的扩展）
- JFS – IBM日志文件系统，在Linux、OS/2和AIX中提供。支持extents。
- JXFS（英语：JXFS），在AmigaOS 4.1中使用。
- LisaFS（英语：Lisa File System） - Apple Lisa操作系统使用的文件系统。唯一允许两个不同文件有相同名称的文件系统。
- LFS – 4.4BSD实现的一个日志结构文件系统（英语：log-structured file system）
- MFS（英语：Macintosh File System） – Macintosh File System，使用在早期Mac OS系统。后被分层文件系统（HFS）使用。
- Next3（英语：Next3） - 一种支持快照的Ext3。[2]
  - MFS（英语：Tivo's Media File System）  – TiVo的Media File System，一个专有容错格式，使用在TiVo硬盘驱动器，用于实时录制电视直播。
- MINIX文件系统 – 使用在MINIX系统
- NILFS – 一个日志结构文件系统（英语：log-structured file system）的Linux实现
- NTFS – New Technology File System，使用在微软的基于Windows NT的操作系统
- NetWare File System（英语：NetWare File System） - 原NetWare 2.x - 5.x的文件系统，后续版本也可使用。
- NSS（英语：Novell Storage Services） – Novell Storage Services。这是一个新的64位日志文件系统，使用一个平衡树算法。用于NetWare 5.0及以上版本，和最近也被移植到Linux。
- OneFS（英语：One File System） - One File System。这是一个完全日志、分布式的文件系统，被Isilon（英语：Isilon Systems）使用。OneFS使用FlexProtect和里德-所罗门码编码以支持多达四个同时发生的磁盘故障。
- OFS（英语：Amiga Old File System） – Amiga的旧文件系统。适合软盘，但对硬盘基本没用。
- OS-9（英语：OS-9）文件系统
- PFS – 以及PFS2、PFS3等。技术上有趣的文件系统，可用于Amiga，在很多情况下表现非常好。非常简单且优雅。
- ProDOS - DOS 3.x操作系统和文件系统的继任者，用于苹果公司的Macintosh和Lisa系列计算机，包括IIgs（英语：Apple IIGS）
- Qnx4fs（英语：Qnx4fs） - 在QNX第四版和第六版中使用的文件系统。
- Qnx6fs（英语：Qnx6fs） - 新的寫入時複製文件系统，存在于QNX 6.4.0和并自6.4.1起默认使用。
- ReFS (Resilient File System) - 微软的新文件系统，建立在NTFS的基础上（但不能用于系统启动，默认簇大小64KB，以及不支持压缩），旨在配合Windows Server 2012操作系统。
- ReiserFS – 使用日志的文件系统
- Reiser4（英语：Reiser4） – 使用日志的文件系统，ReiserFS的新版本
- Reliance（英语：Reliance (file system)） – Datalight的事务性文件系统，面向高可靠应用程序
- Reliance Nitro（英语：Reliance Nitro） – 基于树的事务性文件系统，Datalight为高性能嵌入式系统开发。
- RFS – RTEMS的原生文件系统[3]
- S51K（英语：S51K） – AT&T UNIX System V 1KB 文件系统，被SCO UNIX和SCO OpenServer使用。
- SkyOS - 为SkyOS开发，以取代BFS作为该操作系统的主要文件系统。它基于BFS，但包含许多新特性。
- SFS（英语：Smart File System） – Smart File System，可用在Amiga平台的日志文件系统。
- Soup (Apple)（英语：Soup (Apple)） - 面向蘋果牛頓平台的“文件系统”，结构是一个浅数据库
- SpadFS（英语：SpadFS） – Linux。非日志文件系统，使用名为“崩溃计数”的技术保持一致性，[4]散列查找。
- STL (standard language file system) - 一个IBM开发的文件系统。[5]
- TRFS - 实验性，仅设计
- Tux3（英语：Tux3） - 一个实验性版本控制文件系统，旨在替代ext3
- UDF – 基于分组的文件系统，适用例如CD-RW和DVD等WORM/RW媒体，目前也支持硬盘和闪存。
- UFS – Unix File System，使用在Solaris和旧版BSD系统
- UFS2 – Unix File System version 2，使用在较新的BSD系统
- VxFS（英语：Veritas File System） Veritas（英语：Veritas Software）文件系统，第一个商用日志文件系统[來源請求]；HP-UX、Solaris、Linux、AIX、UnixWare（英语：UnixWare）
- VLIR（英语：VLIR） (Variable Length Indexed Record) - Berkeley Softworks为CBMFS添加的一个文件系统扩展，允许完全随机读取和写入操作，用于运行GEOS（英语：GEOS_(8-bit_operating_system)）的计算机。
- WAFL（英语：Write Anywhere File Layout） – Write Anywhere File Layout。高性能、日志结构（英语：log-structured file system）类文件系统。WAFL使用RAID-DP防止多个磁盘故障，NVRAM用于事务日志重放。使用在網絡器械公司（NetApp）系统。
- XFS – 使用在SGI IRIX和Linux系统
- zFS - z/OS Distributed File Service zSeries File System；不应与其他名为zFS或ZFS的文件系统混淆。
- ZFS – 一个昇陽電腦设计的组合文件系统和逻辑卷管理器

### 内置容错的文件系统
这些文件系统内置校验和，并在一个或多个块设备上镜像或奇偶效验以提供额外的冗余性。
- Btrfs - 一个基于B树的文件系统，甲骨文公司创造。
- HAMMER（英语：HAMMER） - DragonflyBSD的主要文件系统，Matt Dillon创造。
- ReFS（Resilient File System） - 一个微软制作的内置弹性特性的文件系统。
- Reliance（英语：Reliance (file system)） - 一个事务文件系统，具有循環冗餘校驗（CRC），由Datalight创建。
- Reliance Nitro（英语：Reliance Nitro） - 一个基于树的使用CRC的事务性文件系统，为嵌入式系统中的高性能和可靠性开发，来自Datalight。
- ZFS – 昇陽電腦创造，为Solaris 10和OpenSolaris使用，已移植到FreeBSD 7.0、NetBSD（截至2009年8月）Linux和至FUSE（不要与IBM的两个zFS混淆）

### 为闪存、固态硬盘优化的文件系统
固态介质（如闪存）在接口上类似磁盘，但具有不同的问题。在底层上，它们需要如耗損平均技術和不同的错误检测和纠正算法的特殊处理。通常设备（如固态硬盘）会在其内部处理此操作，因此一个可以使用常规的文件系统。但是，某些专用的设备（嵌入式设备、工业应用等）需要使用一个为纯闪存优化的文件系统。
- CASL（英语：Cache Accelerated Sequential Layout） 是一个Nimble Storage（英语：Nimble Storage）设计的文件系统，它使用固态设备来缓存传统硬盘设备。
- ETFS（英语：ETFS） - Embedded Transactional File System。主要面向NAND设备，由QNX Software Systems设计。
- ExFAT - 微软专有系统，面向闪存卡（另见XCFiles（英语：XCFiles），一个用于Wind River VxWorks和其他嵌入式操作系统的exFAT实现）
- 快閃記憶體檔案系統 - 用于SSD的内部文件系统。
- F2FS – Flash-Friendly File System。一个开源Linux文件系统，三星集团于2012年引入。[6]
- FFS2（想必之前还有FFS1），最早的闪存文件系统之一。微软于1990年代早期开发和取得专利。[7]
- JFFS（英语：JFFS） – 用于NOR闪存介质的原日志结构Linux文件系统
- JFFS2 – JFFS的继任者，用于NAND和NOR闪存
- LSFS（英语：LSFS） –  是一个具有可写快照和内联重复数据删除的日志结构文件系统（英语：Log-structured file system），由StarWind Software（英语：StarWind Software）创造。使用DRAM和闪存缓存机械磁盘。
- LogFS – 旨在替代JFFS2，更好的可扩展性。早期开发阶段。
- Non-Volatile File System（英语：Non-Volatile File System） - 用于闪存的非易失性文件系统，Palm公司引入。
- OneFS（英语：One File System） - OneFS是一个Isilon（英语：Isilon Systems）采用的文件系统。它支持将元数据直接选择性地放置到闪存SSD上。
- RFS - Robust File System（三星集团开发和使用）
- Segger Microcontroller Systems（英语：Segger Microcontroller Systems） emFile - 面向支持NAND和NOR闪存的深嵌入式应用的文件系统。损耗均衡、快速读写和非常低的内存用量。
- SafeFLASH - HCC-Embedded - 故障安全的文件系统，支持NAND和NOR闪存，集成损耗均衡和坏块处理。
- SPIFFS（英语：SPIFFS） – SPI Flash File System，损耗均衡文件系统，面向小型NOR闪存设备。
- TFAT - 一个事务性版本的FAT文件系统。
- TrueFFS - 面向SSD的内部文件系统，实现了错误纠正、坏块重映射和损耗均衡。
- UBIFS – JFFS2的继任者，为利用非易失性DRAM而优化
- UFFS（英语：UFFS） - Ultra low cost flash file system，面向嵌入式系统
- Unison RTOS（英语：Unison RTOS） - Fsys-Nand/Nor small footprint，用于嵌入式系统的低成本闪存文件系统
- Write Anywhere File Layout（英语：Write Anywhere File Layout） - WAFL是一个網絡器械公司在其DataONTAP OS内部使用的文件系统，最初为使用非易失性DRAM优化
- YAFFS - 一个为NAND闪存设计的日志结构文件系统，也能与NOR闪存配合使用。
- ZFS - 允许在闪存上放置预写日志（ZIL）和使用闪存作为一个二级读取缓存（L2ARC）

### 面向记录文件系统
在面向记录文件系统中的文件是存储为一个记录的集合。它们通常与大型计算机和小型计算机的操作系统相关。程序读取和写入整个记录，而不是字节或任意字节范围，并且可以查找一个记录边界而不是记录内。更复杂的面向记录文件系统与简单的数据库而非其他文件系统有更多共同点。
- Files-11（英语：Files-11） – 早期版本以“记录”为导向；后来增加了对“流”的支持
- Michigan Terminal System（英语：Michigan Terminal System） (MTS) - 提供了“行文件”的记录长度和行号作为与文件中每个记录相关联的元数据，可以使用相同或不同长度的记录添加、替换或更新行，以及无须读取和重写整个文件地删除文件中的任何位置。[8]
- OS4000（英语：OS4000） 面向GEC的OS4000操作系统，在GEC 4000系列（英语：GEC 4000 series）小型机
- 一个FAT12和FAT16（及FAT32）扩展，在数字研究FlexOS（英语：FlexOS）、IBM 4680 OS（英语：4680 OS）和Toshiba 4690 OS（英语：4690 OS）中支持类数据库的文件类型：“随机文件”、“直接文件”、“键值文件”和“序列文件”。[9]记录大小存储在一个逐文件记录的目录表中的特殊条目（英语：Design of FAT file system#DIR OFS 10h）中。[10]
- 用于IBM z/OS和z/VSE（英语：z/VSE）大型机操作系统的顺序访问方法：基本顺序存取方法（英语：Basic sequential access method）（BSAM）、基本分区存取方法（英语：Basic partitioned access method）（BPAM）和队列顺序存取方法（英语：Queued sequential access method）（QSAM）；见存取方法（英语：Access methods）和Data set (IBM mainframe)（英语：Data set (IBM mainframe)）了解更多细节
- Pick Operating System（英语：Pick Operating System） - 一个面向记录的文件系统和数据库，它使用散列编码来存储数据。
- RSD (record sequential delimited) - 一个出自IBM的面向记录的文件系统[5]
- Structured File Server（英语：Structured File Server） (SFS) — 一个出自IBM的面向记录文件系统，最初是Encina（英语：Encina (software)）系统的一部分[11]，现在被集成到CICS Transaction Server。[12]
- VSAM (VSAM) – for IBM的z/OS和z/VSE（英语：z/VSE）大型机操作系统

### 共享磁盘文件系统
共享磁盘文件系统，也称共享存储文件系统、SAN文件系统、集群文件系统、群集文件系统。主要用于所有节点直接访问文件系统所在块存储设备的存储区域网络。这使得节点可以失败而不影响从其他节点的文件系统访问。共享磁盘文件系统通常使用在一个高可用性集群，与硬件RAID结合使用。共享磁盘文件系统通常不超过64或128节点的规模。
共享磁盘文件系统可能将元数据對稱到多个节点，也可能使用中央的元数据服务器做成非对称。
- CMS共享文件系统（英语：CMS Shared File System），用于VM/SP（英语：VM/SP）及之后的系统
- CXFS（英语：CXFS） (Clustered XFS)出自硅谷图形公司 (SGI)。可用于Linux、Mac、Windows、Solaris、AIX和IRIX。非对称。
- Dell Fluid File System（英语：Dell Fluid File System）（以前称ExaFS）。戴爾销售的专有软件。共享磁盘系统作为一个提供分布式文件系统的设备销售给客户。运行在基于英特尔硬件的NFS v2/v3、SMB/CIFS和AFP上，为Windows、Mac OS、Linux和其他UNIX客户端提供服务。
- Blue Whale Clustered file system (BWFS)，来自Zhongke Blue Whale。不对称。可用于Microsoft Windows、Linux和macOS。
- SAN File System (SFS)，来自DataPlow。可用于Windows、Linux、Solaris和macOS。对称和不对称。
- EMC Celerra HighRoad（英语：EMC Celerra HighRoad）出自EMC。可用于Linux、AIX、HP-UX、IRIX、Solaris和Windows。非对称。[來源請求]
- Files-11（英语：Files-11）于VMScluster（英语：VMScluster），迪吉多（DEC）发布于1983年，现属惠普。对称。
- GFS2（英语：GFS2）（Global File System），出自紅帽公司。适用于Linux，以GPL许可。对称（GDLM）或非对称（GULM）。
- IBM General Parallel File System（英语：IBM General Parallel File System） (GPFS) Windows、Linux、AIX。并行
- HP Cluster File System（英语：HP Cluster File System） (CFS) (TruCluster)出自HP。可用于Tru64 UNIX（英语：Tru64 UNIX）。
- Melio FS（英语：Melio FS）出自Sanbolic（英语：Sanbolic）。可用于Windows。对称。
- Nasan（英语：Nasan） Clustered File System出自DataPlow（英语：DataPlow）。可用于Linux和Solaris。非对称。
- Oracle ACFS（英语：Oracle ACFS）出自甲骨文公司。可用于Linux（仅Red Hat Enterprise Linux 5和Oracle Linux 5）。对称。
- OCFS2（英语：OCFS2） (Oracle Cluster File System)出自甲骨文公司。可采用GPL用于Linux。对称。
- PolyServe file system（英语：PolyServe file system） (PSFS)出自PolyServe（英语：PolyServe），用于其PolyServe Matrix Server（英语：PolyServe Matrix Server），着重于通过伺服器訊息區塊或NFS服务客户端，以及作为Microsoft SQL Server和Oracle 9i RAC和10g。可用于Linux和Windows。对称。也称HP Clustered File System。[13]
- StorNext File System（英语：StorNext File System）出自Quantum。非对称。可用于AIX、HP-UX、IRIX、Linux、Mac OS、Solaris和Windows。与Xsan（英语：Xsan）可互操作。以前名为CVFS。
- Blue Whale Clustered file system（英语：Blue Whale Clustered file system） (BWFS)出自Zhongke Blue Whale（英语：Tianjin Zhongke Blue Whale Information Technologies Co., Ltd.）。非对称。可用于Microsoft Windows、Linux和OS X。
- QFS出自昇陽電腦。可用于Linux（仅客户端）和Solaris（元数据服务器和客户端）。非对称。
- SAN File System（英语：DataPlow SAN File System） (SFS)出自DataPlow。可用于Windows、Linux、Solaris和OS X。对称和非对称。
- Veritas Storage Foundation（英语：Veritas Storage Foundation）出自赛门铁克。可用于AIX、HP-UX、Linux和Solaris。非对称。
- Xsan（英语：Xsan）出自蘋果公司。可用于Mac OS。非对称。使用StorNext File System（英语：StorNext File System）完成互操作。
- VMFS（英语：VMware VMFS）出自VMware/EMC。可用于VMware ESX Server（英语：VMware ESX Server）。对称。

## 分布式文件系统
集群文件系统也称网络文件系统，目前已有许多实现。除非另有说明，下述均依赖于位置，具有存取控制串列（ACL）。
- 9P、貝爾實驗室九號計畫和Inferno分布式文件系统协议。一个实现是v9fs（英语：v9fs）。没有ACL。
- Amazon S3
- 安德魯檔案系統（AFS）为可伸缩和位置无关，有一个重客户端缓存和使用Kerberos进行身份验证。实现包括原出自IBM（早期Transarc（英语：Transarc））、Arla和OpenAFS。
- Avere Systems（英语：Avere Systems）有AvereOS，它创建一个NAS协议的对象存储文件系统。
- DCE分散式檔案系統 (DCE/DFS)，出自IBM（早期Transarc（英语：Transarc））类似AFS，着重于完全POSIX文件系统的语义和高可用性。可以一个专有软件许可协议用于AIX和Solaris。
- File Access Listener（英语：File Access Listener） (FAL)是迪吉多创建的网络传输协议中DECnet（英语：DECnet）套件的数据存取协议（英语：Data Access Protocol）（DAP）的一个实现。
- MapR FS 是一个分布式高性能文件系统，它提供文件、表和消息API。
- Microsoft Office Groove（英语：Microsoft Office Groove）共享工作区，用于DoHyki
- NetWare核心協定 (NCP)出自Novell，用于基于NetWare的网络。
- 网络文件系统（Network File System，NFS），原出自昇陽電腦的基于UNIX的网络协议标准。NFS可能使用Kerberos身份验证和客户端缓存。（仅4.1）
- OS4000（英语：OS4000）的操作系统提供跨越OS4000系统的分布式文件系统。
- Secure File System（英语：Secure File System） (SFS)
- Self-certifying File System（英语：Self-certifying File System） (SFS)，一个全局网络文件系统，设计旨在允许跨越单独的域管理、安全访问文件系统。
- 伺服器訊息區塊（SMB）原出自IBM（但大多数通用版本由微软大幅修改），是一个基于Windows的网络标准。SMB也称为Common Internet File System (CIFS)。SMB可能使用Kerberos身份验证。

### 分布式容错文件系统
分布式节点数据容错复制（在服务器或服务器与客户端之间），面向高可用性和离线（断开）操作。
- Coda，出自卡内基梅隆大学，着重于带宽自适应操作（包括已断开操作），使用一个客户端侧缓存，用于移动计算。它是一个AFS-2的继任者。适用于Linux，以GPL许可。
- 分散式檔案系統（Dfs），出自微软，着重于位置透明度和高可用性。可以一个专有软件授权用于Microsoft Windows。
- InterMezzo（英语：InterMezzo (file system)）出自Cluster File Systems，使用超文本传输协议同步。适用于Linux，以GPL许可，但已不再开发，因为开发人员已转向Lustre。
- Moose File System（英语：Moose File System） (MooseFS) 是一个网络、分布式文件系统。它将数据分布在多个物理位置（服务器），但作为一个资源对用户可见。可在Linux、FreeBSD、NetBSD、OpenSolaris和Mac OS X使用。主服务器和块服务器也可以运行在Solaris和Cygwin上。
- Tahoe-LAFS（英语：Tahoe-LAFS）是一个开源、安全、分布式、容错的文件系统，采用加密为基础，作为一个最小权限复制的设计。
- 在IBM 4680 OS（英语：4680 OS）和Toshiba 4690 OS（英语：4690 OS）中的一个FAT12和FAT16（和FAT32）扩展，支持跨越有额外属性节点（例如“本地”、“更新时镜像”、“克隆时镜像”、“更新时复合”、“克隆时复合”）的自动文件分发。分布式属性存储在目录表的一个逐文件记录的特殊条目（英语：Design of FAT file system#DIR）中。[14][15]

### 分布式并行文件系统
分布式并行文件系统是将数据条带化传往服务器以提供高性能。它们通常用于超级计算机。
部分分布式并行文件系统使用对象存储设备（OSD）（也称OST）将数据块的元数据整合到中央服务器。
- Parallel Virtual File System（英语：Parallel Virtual File System） (PVFS, PVFS2, OrangeFS（英语：OrangeFS）)。为存储虚拟系统镜像开发，着重于非共享写入优化。适用于Linux，以GPL许可。
- Starfish（英语：Starfish File System） 是Digital Bazaar Inc.创造和发布的一个POSIX兼容、N路冗余的文件系统，使用一个伪开源许可协议。可用于Linux和Mac OS。可通过Samba支持Windows。

### 分布式并行容错文件系统
具有并行和容错能力的分布式文件系统，条带化并在多个服务器之间复制数据，以做到高性能和维护完整性，即使某个服务器失败也不会丢失数据。该文件系统通常用于超级计算机和高可用性集群。
如下列出的所有文件系统着重于高可用性、可扩展性和高性能，除非另有说明。
| 名称                                    | 出自                                                                 | 许可协议                          | 操作系统                               | 描述 |
| --------------------------------------- | -------------------------------------------------------------------- | --------------------------------- | -------------------------------------- | --- |
| BeeGFS (以前称FhGFS)                    | 弗劳恩霍夫协会                                                       | 客户端为GPLv2，其余为 BeeGFS EULA | Linux                                  | 一个免费使用并有可选的专业支持的文件系统，为易于使用和高性能设计，使用在世界上部分超快的计算机集群。BeeGFS允许存储卷复制来自动故障转移和自愈。                                                                                               |
| Ceph                                    | Inktank Storage，紅帽公司已收购的一个公司                            | GNU宽通用公共许可证               | Linux内核                              | 一个大规模的可伸缩对象存储。CephFS于2010年合并到Linux内核。Ceph的基础是可靠自主分布式对象存储（RADOS），它通过编程接口和S3或Swift REST API提供对象存储、区块存储到QEMU/KVM/Linux主机，以及可以由Linux内核和FUSE客户端挂载POSIX文件系统存储。 |
| Chiron FS                               |                                                                      |                                   |                                        | 是一个基于fuse的透明复制文件系统，在一个现有文件系统上分层，并在文件系统级别实现设备层面上的RAID 1。特别方便的一处是，可以选择单个目标目录而无须复制整个文区。该项目在2008年以后没有可见活动。                                               |
| CloudStore                              | Kosmix                                                               | Apache License 2.0                |                                        | Google檔案系統效仿者。被Quantcast File System (QFS)取代 |
| Cosmos                                  | 微软内部                                                             | 内部软件                          |                                        | 着重于容错、高吞吐量和可扩展性。为太字节和拍字节大小的数据集设计，使用Dryad处理。 |
| dCache                                  | 德國電子加速器及其他                                                 |                                   |                                        | 一个一次写文件系统，可通过各种协议访问 |
| FS-Manager                              | CDNetworks                                                           | 专有软件                          | Linux                                  | focuses在內容傳遞網路 |
| General Parallel File System (GPFS)     | IBM                                                                  | 专有                              | AIX、Linux和Windows                    | 支持在已附加块存储设备间复制。对称或非对称（可配置） |
| Gfarm file system                       | Asia Pacific Grid                                                    | MIT許可證                         | Linux、macOS、FreeBSD、NetBSD和Solaris | 为元数据使用OpenLDAP或PostgreSQL，为挂载使用FUSE或LUFS |
| GlusterFS                               | Gluster，一个已被Red Hat收购的公司                                   | GNU General Public License v3     | Linux、NetBSD、FreeBSD、OpenSolaris    | 一个面向可伸缩存储的通用分布式文件系统。它通过Infiniband RDMA或TCP/IP互联聚合各种存储块，并入到一个大型并行网络文件系统。GlusterFS是Red Hat存储服务器中的主要组件。                                                                          |
| Google檔案系統 (GFS)                    | Google                                                               | 内部软件                          |                                        | 着重于容错, 高吞吐量和可扩展性 |
| Apache Hadoop                           | Apache软件基金会                                                     | Apache许可证                      | 跨平台                                 | 开源GoogleFS克隆 |
| IBRIX Fusion                            | IBRIX                                                                | 专有软件                          |                                        | |
| Infinit                                 | Infinit International, Inc                                           | 专有                              | 跨平台                                 | 一个符合POSIX标准的文件系统，适用于本地和广域网络。Infinit复制各种存储资源组成的基础设施（本地或通过云API）的数据，通过拜占庭将军问题和数据平衡（即自愈）保证数据冗余（耐久性和可用性） 。                                                   |
| LizardFS                                | Skytechnology                                                        | GNU通用公共许可证                 | 跨平台                                 | 一个开源、高度可用的POSIX兼容文件系统。支持Windows客户端。 |
| Lustre                                  | 原为Cluster File Systems开发，目前由英特尔支持（以前称Whamcloud）    | GPL                               | Linux                                  | 一个兼容POSIX标准的高性能文件系统。Lustre通过存储故障转移具有高可用性。 |
| MapR FS                                 | MapR                                                                 | 专有                              | Linux                                  | 高度可伸缩、兼容POSIX标准、有容错能力的文件系统，使用故障容错元数据服务做到分布式读写。它提供一个HDFS和NFS接口到客户端，以及一个noSQL表接口和Kafka兼容的消息服务                                                                             |
| MogileFS                                | Danga Interactive                                                    | GNU通用公共许可证                 | Linux (但可移植)                       | 非POSIX兼容，使用平面命名空间、应用程序级，元数据使用MySQL或PostgreSQL，传输使用超文本传输协议。 |
| MooseFS                                 | Core Technology                                                      | GNU通用公共许可证/专有            | Linux/NetBSD/FreeBSD/OS X/OpenSolaris  | MooseFS是一个容错、高可用性和高性能的横向扩展网络分布式文件系统。它通过多种物理货品x86服务器传播数据，作为一个命名空间对用户可见。MooseFS的标准文件操作像是其他类Unix文件系统。                                                              |
| ObjectiveFS                             | Objective Security Corporation                                       | 专有                              | Linux、OS X                            | POSIX兼容的共享分布式文件系统。使用对象存储作为一个后端。运行在AWS S3、GCS和对象存储设备上。 |
| OneFS分布式文件系统                     | Isilon                                                               |                                   | FreeBSD                                | 在专用Intel硬件上的基于BSD的操作系统，为Windows、Mac OS、Linux和其他UNIX客户端以一个专有软件提供NFS v3和SMB/CIFS服务 |
| Panasas ActiveScale File System (PanFS) | Panasas                                                              | 专有软件                          | Linux                                  | 使用对象存储设备 |
| PeerFS                                  | Radiant Data Corporation                                             | 专有软件                          | Linux                                  | 着重于高可用性和高性能和使用對等網路复制多个来源和目标 |
| Quobyte                                 | Quobyte                                                              | 专有软件                          | Linux                                  | 合而为一的数据中心化文件系统（文件、区块和和对象存储）。XtreemFS的商业继承者，由XtreemFS开发团队创办。 |
| RozoFS                                  | Rozo Systems                                                         | GNU GPLv2                         | Linux                                  | 一个POSIX DFS，着重于容错和高性能，基于Mojette抹除碼以显著减少冗余量（相较于单纯复制）。 |
| Tahoe-LAFS                              | Tahoe-LAFS Software Foundation                                       | GNU通用公共许可证 2+和其他        | Windows、Linux、OS X                   | 安全、分布式、容错、對等網路分散式檔案系統、集群文件系统 |
| TerraGrid Cluster File System           | Terrascale Technologies Inc                                          | 专有软件                          | Linux                                  | 实现按需快取一致性和使用行业标准ISCSI，以及一个XFS文件系统的修改版本 |
| XtreemFS                                | Contrail E.U项目、German MoSGrid项目和德国项目“First We Take Berlin” | 开源 (BSD)                        | Linux、Solaris、OS X、Windows          | 跨平台文件系统，面向广域网络。它会复制数据以提供容错，缓存元数据和数据以改善通过高延迟链路的性能。SSL和X.509证书支持使XtreemFS可以通过公共网络。它也支持条带化以在一个集群中使用。                                                           |

仍在开发：
- PlasmaFS（英语：PlasmaFS） 是一个自由和开源（GPL）的用户空间文件系统，着重于信息安全和数据稳定。PlasmaFS提供了一个事务API，这可通过一个基于SunRPC的协议访问。PlasmaFS也可以挂载为NFS卷，并且兼容POSIX标准。数据和元数据均会复制。
- WebDFS（英语：WebDFS） 是一个开源的可伸缩、分布式文件存储，类似MogileFS（英语：MogileFS）的功能和目的。使用HTTP传输。数据会自动、最佳地重新分布以容纳新资源。由于没有核心元数据的管理，开发和使用被极大简化。
- 出自IBM的zFS（英语：zFS (IBM file system project)）（不应与出自昇陽電腦的ZFS或IBM z/OS操作系统提供的zFS混淆）着重于协作缓存（英语：cooperative cache）和分布式事务（英语：distributed transactions），并使用对象存储设备（英语：object storage device）。正在开发，不免费提供。
- HAMMER（英语：HAMMER）/ANVIL by Matt Dillon
- OASIS出自韩国电子通信研究院。非常类似Lustre或Panasas（英语：Panasas）。可用于Linux，通过ETRI提供的特别传输程序。
- GLORY-FS（英语：GLORY-FS (file system)） 也出自韩国电子通信研究院。非常类似Google檔案系統和Apache Hadoop，但它完全兼容POSIX标准。它专为大规模存储Web 2.0内容的服务器优化。版本2.5可用于Linux，通过ETRI特别设计的传输程序。Windows版本正在开发。
- parallax（英语：Parallax (file system)） [19]
- 网络文件系统 (Parallel NFS) - 客户端可用于Linux和OpenSolaris，后端出自網絡器械公司、Panasas（英语：Panasas）、EMC Highroad（英语：Highroad）和IBM GPFS
- Coherent Remote File System (CRFS) - 需要Btrfs
- 并行优化的主机消息交换分层文件系统（POHMELFS）和分布式STorage（DST）。兼容POSIX标准，在Linux内核2.6.30添加
- Sector出自National Center for Data Mining（英语：National Center for Data Mining）。Sector是一个高性能、可伸缩并可安全分布式的文件系统。可用于Apache License 2.0
- StarFS（英语：StarFS）出自CDNetworks（英语：CDNetworks）。StarFS是一个支持分布式文件系统虚拟化和事件驱动与远程StarFS群集文件同步的全局存储平台。
- Unilium（英语：Unilium）提供一个分布式、版本控制的文件系统，存储在内容可寻址存储，其数据可以跨异构数据存储节点托管。

### 对等文件系统
其中一些可能被称为合作存储云。
- Cooperative File System（英语：Cooperative File System） 是一个基于Chord（英语：Chord (distributed hash table)） DHT的只读文件系统。[20]
- Cleversafe（英语：Cleversafe） 使用Cauchy 里德-所罗门码 信息分散算法（英语：information dispersal algorithms）分散内容到不可辨识的程度，然后通过安全的互联网连接分发到多个存储位置。
- Infinit（英语：Infinit (file system)） 是一个对等文件系统，可以预置部署，或者通过一个不同性质的存储资源集：本地磁盘、NAS以及甚至基于云的资源。
- Ivy 是一个多用户读写的对等文件系统。Ivy没有中心化或专用组件，它提供实用的完整性属性，而不需要用户完全信任底层对等存储系统或其他该文件系统的用户。[21]
- Pastis（英语：Pastis (file system)）文件系统 是一个法国的对等文件系统，使用Java开发
- NimbusFS（英语：NimbusFS） 是一个基于DHT的云文件系统，内置复制和x509证书验证，发布在創作共用授權條款授权。
- IPFS InterPlanetary File System，是一个P2P、全球分布式内容可寻址文件系统。

## 特殊目的文件系统
- archfs（英语：archfs）（存档）
- aufs 一个UnionFS的增强版本，可堆叠统一文件系统
- AXFS（英语：AXFS）（小型压缩只读，具有XIP）
- Barracuda WebDAV插件。面向嵌入式设备的安全网络文件系统。
- Boot File System（英语：Boot File System），使用在UnixWare，存储启动过程中的必要文件。
- Cascade File System – 为Subversion和Perforce（英语：Perforce）代码库的访问提供文件系统，及在本地缓存内容
- cdfs（英语：CDfs）（读取和写入CD）
- clicfs（英语：ClicFS） - 面向其他文件系统只读层的基于LZMA压缩的透明fuse，包括可选可写。部分写入功能可用。专为Linux实时分发设计。
- Compact Disc File System（英语：Compact Disc File System）（读写CD，实验性）
- cfs（英语：CFS (Compact File Set file format)）（缓存）
- cvsfs（将CVS内容呈现为可挂载的文件系统）。
- Dokan LGPL FUSE for Windows analog
- compFUSEd（英语：compFUSEd）（透明读写压缩覆盖层，基于FUSE）
- FuseCompress（英语：FuseCompress）（透明读写压缩覆盖层，基于FUSE）
- Cramfs（小型压缩只读）
- Cromfs（英语：Cromfs） 是一个用户空间（基于FUSE）的只读文件系统，使用一个有效的LZMA压缩算法。
- Davfs2（英语：Davfs2）（WebDAV）
- 自由网 – 分布式、抗审查
- FTPFS/CurlFtpFS（英语：CurlFtpFS）（ftp访问）
- GmailFS (Google Mail File System)
- lnfs (长文件名)
- LTFS（英语：LTFS） (面向LTO和企业磁带的线性磁带文件系统)
- mhddfs（英语：mhddfs） - 将几个文件系统连接在一起形成一个较大的文件系统
- mini fo（英语：mini fo） (The mini fanout overlay file system) – 将修改操作重定向到一个称为“存储目录”的可写位置，并将原始数据保留在“基本目录”中。在读取时，该文件系统合并修改与原始数据，从而只显示最新版本。大多使用在OpenWrt中[22]
- MVFS（英语：MultiVersion File System） – MultiVersion File System，专有，被Rational ClearCase使用。
- MTFS（英语：MulTi File System） – 可堆叠文件系统，基于复制改进Lustre和其他文件系统的可靠性机制。
- nntpfs（英语：nntpfs）（网络新闻）
- ParFiSys（英语：ParFiSys）（实验性并行文件系统，面向大规模并行处理)
- pramfs - 受保护并持久化的内存文件系统
- RAIF（英语：RAIF） Redundant Array of Independent Filesystems - 可堆叠类RAID文件系统
- romfs
- SODA：一个基于Lease的分布式一致文件系统[23] - （1990年代早期）
- SquashFS (只读压缩)
- SysmanFS（基于FUSE，一个用于集群系统管理的虚拟文件系统）
- UMSDOS（英语：UMSDOS）, UVFAT（英语：UVFAT） - FAT文件系统，扩展到存储权限和元数据（以及UVFAT的情况下，VFAT长文件名），用于Linux
- UnionFS - 可堆叠统一文件系统，其可以合并多个目录（分支）的内容，同时保持它们的物理内容分离
- Venti（英语：Venti） - Fossil使用的Plan 9去重复存储。
- WDK.VFS（英语：WDK.VFS） - SiteAdmin CMS（英语：SiteAdmin CMS）虚拟文件系统由Evgenios Skitsanos（英语：Evgenios Skitsanos）引入
- Datalight Reliance（英语：Datalight Reliance） - Datalight（英语：Datalight）公司为32位嵌入系统提供的事务性文件系统。
- ERTFS ProPlus64 - 集成有故障下安全操作模式，及包含一个默认的日志模式。
- WBFS（英语：WBFS） - Wii Backup 文件系统
- whefs - 嵌入式文件系统是一个开源C库，实现一个嵌入/可嵌入的文件系统。

### 伪或虚拟文件系统
- devfs – 在类Unix操作系统中运行时管理设备的虚拟文件系统
- debugfs（英语：debugfs） – 在Linux中访问和控制内核调试的虚拟文件系统。
- Procfs – 伪文件系统，用于访问有关进程的内核信息
- Tmpfs – 内存中的文件系统（用于Linux平台）。
- specfs – 为设备文件的特殊文件系统
- Sysfs – 类Unix操作系统中的虚拟文件系统，存有关于总线、设备、固件、文件系统等信息。
- 9P –一个为貝爾實驗室九號計畫的虚拟化、Wiki和文件系统的提供的服务器应用。
- WinFS – Windows未来的存储方式，曾计划在Windows Vista中作为NTFS的继任者。

### 加密文件系统
- ECryptfs - 一个Linux内核2.6.19开始提供的堆叠加密文件系统。
- Secure Shell File System (SSHFS) - 在一台服务器上只使用一个Secure Shell登录来本地挂载一个远程目录。
- EncFS，用户空间中的GPL 加密文件系统
- Rubberhose文件系统（英语：MaruTukku）
- PhoneBookFS（英语：PhoneBookFS）
- Solid File System - （SolFS）跨平台单文件虚拟文件系统，具有加密和压缩功能
- EFS – Encrypted File System。面向Microsoft Windows和IBM AIX。一个NTFS的扩展
- FSFS - Fast Secure File System
- ZFS的加密支持
- TeaSafe。一个基于容器的加密文件系统，支持AES、Serpent和Twofish密码本。

### 文件系统接口
这些不是真的文件文件系统；它们允许从操作系统角度访问文件系统。
- FUSE（用户空间中的文件系统，类似LUFS，但更好维护）
- LUFS（Linux用户级文件系统 - 似乎在FUSE之后被放弃）
- VFS虚拟文件系统
- Callback File System - 该SDK建立自定义的文件系统和插入到Windows操作系统。